# Anolis occultus
Anolis occultus är en ödleart som beskrevs av  Williams och RIVERO 1965. Anolis occultus ingår i släktet anolisar, och familjen Polychrotidae. IUCN kategoriserar arten globalt som livskraftig. Inga underarter finns listade i Catalogue of Life.